# Fedir Shchus

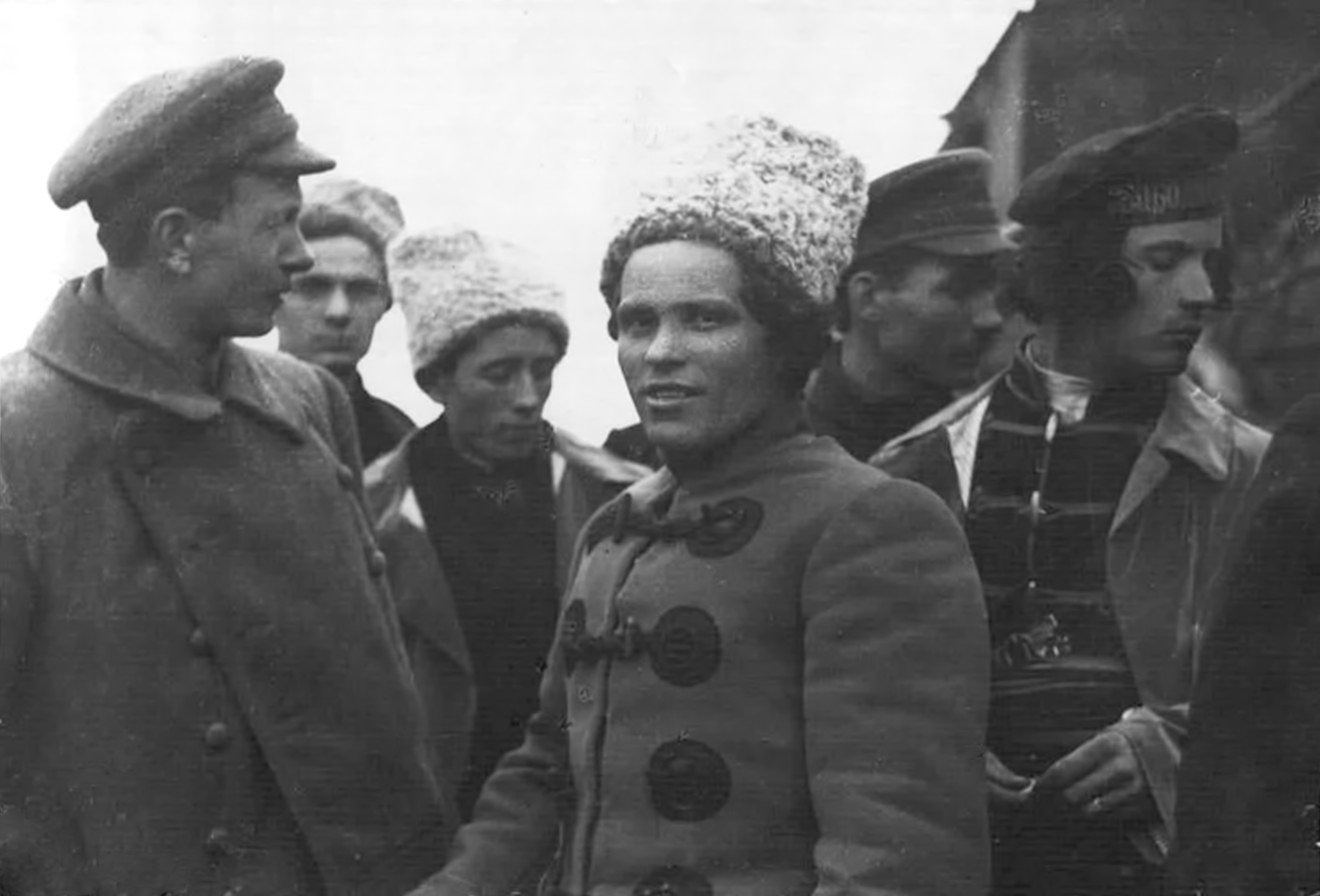
Néstor Majnó (centro), Simon Karétnik (3º por la izda.) y Schus (1º por la dcha.), 1919.

Fedir Schus (en ucraniano: Федір Щусь; Dibrivka, 25 de marzo de 1893 - Nedrijáiliv, 13 de junio de 1921), de nombre de nacimiento Fedosi Yustínovich Schus (en ucraniano: Федосій Юстинович Щусь, en ruso: Феодосий Юстинович Щусь), fue un anarquista ucraniano

## Biografía
Nació en la aldea de Dibrivka (hoy Velikomijáilivka) de la gobernación de Yekaterinoslav (hoy Ucrania), en una familia de campesinos pobres. Su instrucción escolar fue menos de la elemental. Huyendo de la pobreza sirvió en la Armada Imperial Rusa a las órdenes del zar. Al estallar la Revolución de Febrero de 1917, fue uno de los primeros y más activos insurgentes del sur de Ucrania. Con un grupo de guerrilleros sostuvo una lucha tenaz contra las fuerzas de ocupación austroalemanas y contra las nacionalistas del Ejército Verde. 
Era uno de los líderes campesinos que combatieron en favor de la Revolución desde los primeros días. La guerrilla de Schus controlaba la región de Dibrivka, cerca de Ekaterinoslav, mientras que otras como la de Vasyl Kurylenko operaban en la región de Berdiansk, o como la de Petró Petrenko (Platónov), en la región de Gríshino.
La guerrilla que dirigía Schus fue muy combativa pero fue finalmente aniquilada por los ejércitos superiores, una vez Ucrania fue entregada a las potencias del Eje mediante el Tratado de Brest-Litovsk. Sobrevivieron Schus y apenas una veintena de anarquistas más, que se dirigieron a Guliaipole para unirse a los majnovistas.
Se convirtió en uno de los militares más próximos a Néstor Majnó y llegó a formar parte del Consejo de Insurgentes. Ocupó en él importantes puestos en el Ejército Negro. Sin embargo, sus estrategias de terror hacia los colonizadores alemanes fueron cuestionadas por los majnovistas, lo que llevó a Majnó a arrestarlo y reprenderlo. Schus se comprometió a no matar a nadie fuera de combates y juró lealtad al Ejército Negro. Fue mortalmente herido, en junio de 1921, en una batalla contra tropas bolcheviques en la gobernación de Járkov.